# Grote Prijs van Alanya (mannen)
De Grote Prijs van Alanya was een eendagswielerwedstrijd voor mannen die tussen 2018 en 2022 plaatsvond in Turkije. Start- en finishplaats was Alanya in de gelijknamige provincie. De koers maakte deel uit van de UCI Europe Tour, met de categorie 1.2. De eerste editie werd gewonnen door Kirill Pozdnjakov. In 2019 en 2020 vond ook een wedstrijd voor vrouwen plaats.

## Podia
| Jaar | Afstand  | Winnaar            | Tweede           | Derde              |
| ---- | -------- | ------------------ | ---------------- | ------------------ |
| 2018 | 175 km   | Kirill Pozdnjakov  | Onur Balkan      | Ivan Balykin       |
| 2019 | 153 km   | Lucas Carstensen   | Jawhen Karaljok  | Patryk Stosz       |
| 2020 | 148 km   | Paweł Bernas       | Fabian Schormair | Onur Balkan        |
| 2021 | 148 km   | Davide Gabburo     | Filippo Colombo  | Alessandro Tonelli |
| 2022 | 147,2 km | Alessio Martinelli | Sindre Kulset    | Anatoliy Budyak    |

### Overwinningen per land
| Overwinningen | Land                           |
| ------------- | ------------------------------ |
| 2             | Italië                         |
| 1             | Azerbeidzjan, Duitsland, Polen |